# Militärtechnische Schule der Landstreitkräfte „Erich Habersaath“

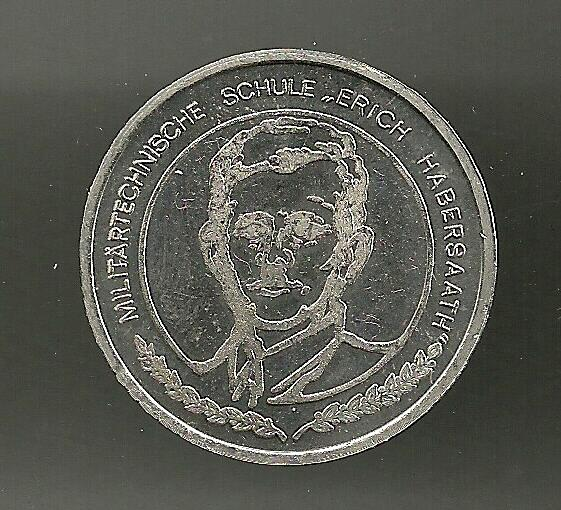
Absolventenmedaille der Militärschule „Erich Habersaath“

Die Militärtechnische Schule „Erich Habersaath“ (kurz MTS der LaSk oder MTS Prora) war eine Ausbildungseinrichtung der Landstreitkräfte der NVA in Prora. Sie wurde am 1. Dezember 1969 nach dem Arbeiterführer Erich Habersaath benannt.

## Geschichte

### Standort
Die Grundsteinlegung für den Standort, der ursprünglich als KdF-Seebad geplant, jedoch als solcher nie genutzt wurde, erfolgte am 2. Mai 1936, Baubeginn war allerdings erst im November 1936. In einen dieser sechsgeschossigen Blöcke kam dann nach dem Zweiten Weltkrieg auch die Militärschule.

### Technische Unteroffiziersschule
1968 wurde eine Technische Unteroffiziersschule (TUS) aufgebaut, die ein Jahr später nach Erich Habersaath benannt wurde. 

### Fachbereiche

#### Polittechnik
Ausbildung an Rundfunk-Kino-Einrichtungen RKE-75 zu Wiedergabemechanikern. Aufgaben: Beschallung stationär und feldmäßig, Fotografie inkl. Entwicklung, Wiedergabe von Kinofilmen.

#### Raketentruppen
Als selbstständige Ausbildungseinrichtung der Raketentruppen der Landstreitkräfte war in Prora auch das Raketenausbildungszentrum 40 der Landstreitkräfte unter Führung von Oberstleutnant (später Oberst) Martin angesiedelt. Das RAZ-40 wurde am 1. November 1977 aufgestellt. Das RAZ-40 ist durch Zusammenlegung aus der RAA-25 (taktische Raketen) und der RAA-15 (operativtaktische Raketen) entstanden. Es diente zur Ausbildung von Soldatenspezialisten und zur Heranbildung von Unteroffizieren der Raketentruppen der NVA-Landstreitkräfte. Es wurden auch Qualifizierungen von Fähnrichen und Offizieren durchgeführt. Am 30. November 1986 wurde das RAZ-40 aufgelöst und als Fachrichtung 8 in die Militärtechnische Schule „Erich Habersaath“ übernommen.

#### Kraftfahrzeugtechnik

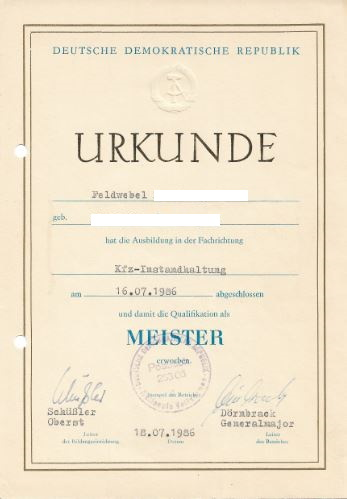
Meisterbrief des Fachbereichs Kraftfahrzeugtechnik

Im Fachbereich Kraftfahrzeugtechnik wurden Unteroffiziersdienstgrade mit mehrjähriger Erfahrung auf diesem Gebiet zum „Meister für Kfz-Instandhaltung“ ausgebildet.

#### Nachrichtentechnik
Im Fachbereich Nachrichtentechnik wurden Spezialisten für die Instandsetzung militärischer Funk- und Fernmeldetechnik ausgebildet.

#### Militärmusik
Der Fachbereich Militärmusik wurde ab 1972 durch Oberst Heinz Schulz aufgebaut und am 1. September 1975 als Fachrichtung Militärmusik der Militärtechnischen Schule offiziell eröffnet. Bereits seit 1974 und noch bis 1978 war Schulz auch formell Kommandeur dieser Militärmusikschule. Unter seiner Leitung wurden in Prora Musiker für die Teilstreitkräfte der NVA sowie für die Grenztruppen der DDR ausgebildet. Die Studiendauer betrug zunächst drei, später vier Jahre, und pro Studienjahr wurden 30 angehende Militärmusiker ausgebildet. 1978 wurde Schulz pensioniert, sein Nachfolger in Prora wurde Oberstleutnant Hans Kochanowski.

### Nach 1990
1990 wurde die Schule durch die Bundeswehr übernommen. Sie wurde dann auf Befehl des Bundeswehrkommandos Ost zum 30. September 1991 aufgelöst.